# 小桜エツコ
小桜 エツコ（こざくら エツコ、本名：土門 久美（どもん くみ〈旧姓:内野〉）、1971年2月22日 - ）は、日本の女性声優。リル・ポータ代表。東京都西多摩郡瑞穂町出身。旧芸名：小桜 エツ子（読みは同じ）。
代表作は『妖怪ウォッチ』（ジバニャン）、『ケロロ軍曹 / ケロロ』（タママ二等兵）、『ふしぎのヤッポ島 プキプキとポイ』（ポイ）、NHK BSキャラクター ななみちゃん、ムーニーマン ムーニーエアフィット（ムーニーちゃん）など。

## 来歴
幼少より負けず嫌いで、小学生時代に「将来なりたいもの」の発表にて、声優志望の友人に追従する形で「じゃあ、私も声優!」と発表。自分の声にコンプレックスを持っていたが、高校時代の夏休みに声優養成短期セミナーに行った際、講師に「君の声には色がある」と言われ、本格的に声優になることを決意。その後、東京アナウンス学院に通ううちに舞台演劇の仕事に興味を持ち劇団21世紀FOXに入団。1年間舞台に出演。その時、主宰の肝付に「アニメのこういう役があるよ」とオーディションの話を持ちかけられ、『アッチ・コッチ・ソッチ』の チ / キ役で声優デビューを果たす。
かつては81プロデュース、劇団21世紀FOX、大沢事務所（ - 2011年4月）に所属していた。
2002年、『わがまま☆フェアリー ミルモでポン!』シリーズのミルモ役でテレビアニメ初主演を果たす。
2011年4月、夫の土門仁と共に株式会社リル・ポータ設立。同年5月、長年所属していた大沢事務所を退所し、リル・ポータに移籍する。同時に芸名表記を「エツ子」から「エツコ」に改名。またダンデライオンとも業務提携で所属していた。
2013年よりゲーム・アニメ『妖怪ウォッチ』シリーズのジバニャン役を担当、2015年に第9回声優アワード「キッズファミリー賞」を受賞。 同年4月22日に2014年度ファミ通アワード女性キャラクターボイス賞受賞。2016年、『映画 妖怪ウォッチ 誕生の秘密だニャン!』において、第25回日本映画批評家大賞アニメーション部門最優秀声優賞を受賞。

## 人物
趣味は洋服作り。
夫は同じく声優の土門仁（『ケロロ軍曹』『逮捕しちゃうぞ』などで共演）。
西村ちなみ、氷上恭子、ゆきのさつきとは東京アナウンス学院の同期にあたる。
小桜エツ子の芸名の由来は『さるとびエッちゃん』。劇団21世紀FOXの肝付兼太が「皆に気軽に呼んでもらえるように」と名付けた。
作曲家・ピアニストの武永京子と共に、音楽ユニット『アリル・アリル（alittle alittle）』として活動。

## 出演
太字はメインキャラクター。

### テレビアニメ
1990年
- ちびまる子ちゃん

1991年
- ちいさなおばけアッチ・コッチ・ソッチ（チ、キ）

1992年
- 超電動ロボ 鉄人28号FX（1992年 - 1993年、光瀬双葉）
- クレヨンしんちゃん（1992年 - 、桜ミミ子 他）
- コボちゃん（1992年 - 1994年、アキラ）
- サラダ十勇士トマトマン（テントピー、サトイモ、コンピューター）
- 花の魔法使いマリーベル（ビット）
- みかん絵日記（こりんご）
- ママは小学4年生（看護婦、女子生徒たち）

1994年
- 覇王大系リューナイト（少女）

1995年
- あずきちゃん（1995年 - 1998年、野山だいず） - 3シリーズ
- 神秘の世界エルハザード（1995年 - 1998年、アレーレ・レレライル） - 2シリーズ
- 天地無用!（1995年 - 2002年、魎皇鬼） - 3シリーズ
- 忍たま乱太郎（弟）

1996年
- 逮捕しちゃうぞ（1996年 - 2008年、二階堂頼子、リコ） - 3シリーズ + 特別編2本
- 魔法少女プリティサミー（魎皇鬼）
- わんころべえ（1996年 - 1997年、ライバルちゃん）

1997年
- 忍ペンまん丸（とり郎）

1998年
- ヨシモトムチッ子物語（クロアゲハリンゴ）
- Bビーダマン爆外伝（1998年 - 1999年、あおボン） - 2シリーズ
- 鉄コミュニケイション（リリス）

1999年
- ありさGOOD LUCK （トウカ）
- 火魅子伝（只深）
- デジモンアドベンチャー（ピノッキモン、ハンギョモン）
- ぐるぐるタウンはなまるくん（ちゅりん）
- ポケットモンスター（マダツボミ）

2000年
- ゲートキーパーズ（メガネ）
- NieA 7（わかば）
- 学校の怪談（メリーさん）
- 人造人間キカイダー THE ANIMATION（猿飛悦子）
- タイムボカン2000 怪盗きらめきマン（キラメール、オロカブ、そのトキ、そのコロ 他）

2001年
- パラッパラッパー（猫のジュリア）
- 地球防衛家族（ポケマル）

2002年
- デ・ジ・キャラット シリーズ（2002年 - 2004年、ミ・ケ・キャラット） - 2シリーズ
- FF：U 〜ファイナルファンタジー:アンリミテッド〜（サボテンダー）
- げんきげんきノンタン（たぬきさん）
- 爆闘宣言ダイガンダー（ジミー）
- わがまま☆フェアリー ミルモでポン!（2002年 - 2005年、ミルモ） - 4シリーズ

2003年
- アストロボーイ・鉄腕アトム（トリル）
- あたしンち（2003年 - 2016年、石田ゆり） - 2シリーズ
- 犬夜叉（いっぽう）
- おもいっきり科学アドベンチャー そーなんだ!（ダイ）
- カレイドスター（ジョナサン、苗木野ゆめ、うさぎキャスト、ジェニー）
- ソニックX（コスモ）
- ふぉうちゅんドッグす（ユーピー）
- ミッドナイトホラースクール（スピモン）

2004年
- ケロロ軍曹（2004年 - 2014年、タママ二等兵 / タママドラゴン、デンデン星人オノ、シロアリ、宇宙京風タコ焼きTDR） - 2シリーズ
- ななみちゃん（ななみちゃん） - 6シリーズ

2005年
- うえきの法則（ラファティ）
- 陰陽大戦記（癒火のヒヨシノ）

2006年
- アクビガール（るるちゃん）
- アンジェラ・アナコンダ（ジーナ）
- 貧乏姉妹物語（越後屋銀子）
- ポケットモンスター ダイヤモンド&パール（2006年 - 2011年、ポッチャマ、ディグダ、キャモメ、コイル 他）

2007年
- すもももももも 地上最強のヨメ（酉木千鶴）
- 祝!(ハピ☆ラキ)ビックリマン（気光子氷ミコ）
- らき☆すた（店員3）

2008年
- チーズスイートホーム（2008年 - 2009年、ヨウヘイ、ミーちゃん、子供） - 2シリーズ
- スティッチ!（2008年 - 2011年、ワラッチ、シンカー） - 2シリーズ

2009年
- ジャングル大帝 -勇気が未来をかえる-（ミザール）

2010年
- イナズマイレブン（亀崎河童）
- ぬらりひょんの孫（納豆小僧、さかな妖怪）

2011年
- 日常（ビスケット2号）
- 未来日記（宮代お鈴）

2012年
- これはゾンビですか? オブ・ザ・デッド（妄想ユー）
- 人類は衰退しました（妖精さん）
- たまごっち!（2012年 - 2014年、あんちっち、ウォッチリン） - 3シリーズ
- ふしぎのヤッポ島 プキプキとポイ（ポイ）
- ポケットモンスター ベストウイッシュ シーズン2（ポッチャマ）

2013年
- 黒魔女さんが通る!!（魔界砂時計）

2014年
- 妖怪ウォッチ（2014年 - 2023年、ジバニャン / ワルニャン / トゲニャン、ブシニャン、ブチニャン、さとりちゃん、よつめ、聖オカン、雨女、ボー坊、ドキ土器、カリカリベーコン、モモタロニャン、キンタロニャン、ウラシマニャン、ひじょうぐち、ダメジャー、ニャーミネーター、リー夫人、ウキウキビ、しどろもどろ 他） - 3シリーズ

2015年
- 俺物語!!（園児）
- ドラえもん（テレビ朝日版第2期）（2015年 - 2021年、オダチンパンジー、クック、オニロボ、火の精）

2016年
- ころがし屋のプン（2016年 - 2018年、ハムスター） - 2作品
- タイムボカン24（ヘコキサウルス）
- チア男子!!（リスジロー）
- 僕のヒーローアカデミア（2016年 - 2021年、リカバリーガール） - 5シリーズ
- ポケットモンスター XY&Z（トンガリ）

2017年
- 鬼灯の冷徹（お地蔵様）

2018年
- 妖怪ウォッチ シャドウサイド（2018年 - 2019年、ジュニア）
- 若おかみは小学生!（鈴鬼）
- ゾイドワイルド（2018年 - 2019年、オニギリ）
- ぼのぼの（2018年 - 2024年、ポポくん）

2019年
- ぱすてるメモリーズ（チュー太郎）
- ポプテピピック TVスペシャル 玄武ver.（ポプ子〈第14話Aパート〉）
- フルーツバスケット（2019年 - 2020年、モゲ太） - 2シリーズ
- カードファイト!! ヴァンガード（ジバニャン）

2020年
- 妖怪学園Y 〜Nとの遭遇〜（2020年 - 2021年、モモ）
- ポケットモンスター（2020年 - 2022年、ポッチャマ）

2021年
- もっと!まじめにふまじめ かいけつゾロリ（社長）

2022年
- 令和のデ・ジ・キャラット（ミ・ケ・キャラット）

2024年
- 名探偵コナン（三村和雄）

2025年
- 沖縄で好きになった子が方言すぎてツラすぎる（沖メモシーサー、シーサー）
- 宇宙人ムームー（ムームー）

### 劇場アニメ
1993年
- クレヨンしんちゃん アクション仮面VSハイグレ魔王（桜ミミ子、リリ子）

1995年
- あずきちゃん（野山だいず）

1996年
- 劇場版 天地無用! in LOVE（魎皇鬼）
- トイレの花子さん（冒頭の声）

1997年
- 音響生命体ノイズマン（ノイズマン）
- 劇場版 天地無用! 真夏のイヴ（魎皇鬼）

1998年
- 劇場版ポケットモンスター ミュウツーの逆襲（フシギダネツー）

1999年
- 劇場版 天地無用! in LOVE2 遙かなる想い（魎皇鬼）
- ピカチュウたんけんたい（マダツボミ）
- 逮捕しちゃうぞ the MOVIE（二階堂頼子）

2000年
- クレヨンしんちゃん 嵐を呼ぶジャングル（桜ミミ子）
- 劇場版ポケットモンスター 結晶塔の帝王 ENTEI（エイパム）
- ピチューとピカチュウ（キマワリ）

2001年
- バービーのくるみ割り人形
- ピカチュウのドキドキかくれんぼ（ナゾノクサ）

2002年
- パルムの樹（ムー）
- ぼのぼの クモモの木のこと（ポポくん）

2003年
- クレヨンしんちゃん 嵐を呼ぶ 栄光のヤキニクロード（ミミ子）

2005年
- クレヨンしんちゃん 伝説を呼ぶブリブリ 3分ポッキリ大進撃（ミミ子）

2006年
- アタゴオルは猫の森（ヒデ子）
- 超劇場版ケロロ軍曹（タママ二等兵）
- まじめにふまじめ かいけつゾロリ なぞのお宝大さくせん（タママ二等兵）※ゲスト出演

2007年
- クレヨンしんちゃん 嵐を呼ぶ 歌うケツだけ爆弾!（ミミ子）
- 劇場版ポケットモンスター ダイヤモンド&パール ディアルガVSパルキアVSダークライ（ポッチャマ）
- 超劇場版ケロロ軍曹2 深海のプリンセスであります!（タママ二等兵）
- ちびケロ ケロボールの秘密!?（デスゥボール）

2008年
- クレヨンしんちゃん ちょー嵐を呼ぶ 金矛の勇者（ミミ子）
- 劇場版ポケットモンスター ダイヤモンド&パール ギラティナと氷空の花束 シェイミ（ポッチャマ）
- 超劇場版ケロロ軍曹3 ケロロ対ケロロ天空大決戦であります!（タママ二等兵）
- 武者ケロ お披露目!戦国ラン星大バトル!!（タママ足軽兵）

2009年
- 劇場版ポケットモンスター ダイヤモンド&パール アルセウス 超克の時空へ（ポッチャマ）
- 超劇場版ケロロ軍曹 撃侵ドラゴンウォリアーズであります!（タママ二等兵 / タママドラゴン）

2010年
- 劇場版ポケットモンスター ダイヤモンド&パール 幻影の覇者 ゾロアーク（ポッチャマ）
- 超劇場版ケロロ軍曹 誕生!究極ケロロ 奇跡の時空島であります!!（タママ二等兵）

2011年
- クレヨンしんちゃん 嵐を呼ぶ黄金のスパイ大作戦（ミミコ）
- たんすわらし。（ハンペイ）
- friends もののけ島のナキ（カメッピ）

2012年
- メロエッタのキラキラリサイタル（ポッチャマ）

2013年
- クレヨンしんちゃん バカうまっ!B級グルメサバイバル!!（ミミコ）

2014年
- 神さまの言うとおり（中・小マトリョーシカ）
- 映画 妖怪ウォッチ 誕生の秘密だニャン!（ジバニャン、ブシニャン、ブチニャン）

2015年
- ピカチュウとポケモンおんがくたい（ポッチャマ）
- 映画 妖怪ウォッチ エンマ大王と5つの物語だニャン!（ジバニャン、ブシニャン、ブチニャン、アカマル）

2016年
- 映画 妖怪ウォッチ 空飛ぶクジラとダブル世界の大冒険だニャン!（ジバニャン、ブシニャン）

2017年
- 劇場版ポケットモンスター キミにきめた!（ポッチャマ）

2018年
- 若おかみは小学生!（鈴鬼）
- 映画 妖怪ウォッチ FOREVER FRIENDS（猫又）

2019年
- 映画 プリキュアミラクルユニバース（ピトン）
- 映画 妖怪学園Y 猫はHEROになれるか（モモ）

2021年
- 映画 妖怪ウォッチ♪ ケータとオレっちの出会い編だニャン♪ワ、ワタクシも〜♪♪（ジバニャン）

2023年
- 妖怪ウォッチ♪ ジバニャンvsコマさん もんげー大決戦だニャン（ジバニャン）

### OVA
1992年
- 天地無用! 魎皇鬼（魎皇鬼）

1994年
- 逮捕しちゃうぞ（二階堂頼子）
- ファイナルファンタジー（ミド）
- リカちゃんとヤマネコ 星の旅（チビ）

1995年
- 神秘の世界エルハザード（アレーレ・レレライル）
- 魔法少女プリティサミー（魎皇鬼）

1997年
- 神秘の世界エルハザード2（アレーレ・レレライル）
- 天才えりちゃん 金魚を食べた（竹下龍之介 / ナレーション）

2003年
- サクラ大戦 エコール・ド・巴里（コクリコ）
- Di Gi Charat劇場 ぴよこにおまかせぴょ!（飼い主）
- 天地無用! 魎皇鬼（第三期）（魎皇鬼）

2004年
- カレイドスター 新たなる翼 -EXTRA STAGE-「笑わない すごい お姫様」（ジョナサン）
- サクラ大戦 ル・ヌーヴォー・巴里（コクリコ）
- 土方歳三 白の軌跡（カネサダくん）

2005年
- 鴉 -KARAS-（雨降り小僧）
- カレイドスター Legend of phoenix 〜レイラ・ハミルトン物語〜（ジョナサン）

2006年
- カレイドスター ぐっどだよ!ぐぅーっど!（ジョナサン）

2007年
- ピカチュウたんけんクラブ（ポッチャマ）

2008年
- らき☆すたOVA（オリジナルなビジュアルとアニメーション）（かえるB）
- ピカチュウ 氷の大冒険（ポッチャマ）
- やなせたかしメルヘン劇場 ごろごろごろたん（けろたん）

2009年
- ピカチュウのキラキラだいそうさく!（ポッチャマ）

2010年
- ピカチュウのふしぎなふしぎな大冒険（ポッチャマ）

### Webアニメ
- 幕末機関説 いろはにほへと（2006年、紅丸）
- なんちゃって!（2010年、歌）
- ポテッコベイビーズ（2010年、ジャガレオ・ジャガレイ、アーくん）
- クレヨンしんちゃん外伝 お・お・お・のしんのすけ（2017年、ふみえ）
- 40周年だよ!! コロコロオールスター小学校（2017年、ジバニャン）
- ポケットモンスター 神とよばれし アルセウス（2022年、ポッチャマ）

### ゲーム
1994年
- 天地無用!（魎皇鬼）

1995年
- 天外魔境 電脳絡繰格闘伝（おタマ）

1996年
- 神秘の世界エルハザード（アレーレ・レレライル）
- 東方珍遊記 〜はーふりんぐ・はーつ!!〜（東方不敗）

1997年
- サイバーボッツ（デビロット・ド・デスサタンIX世） - セガサターン、PlayStation版
- クーロンズゲート （陰険少年、コンパスドール、妄娘）
- メキメキ算数伝説 ～ドラゴンクリスタルを探せ～（ミュー）

1998年
- エーベルージュ スペシャル 〜恋と魔法の学園生活〜（モリッツ・コルマール）
- サウザンドアームズ（マリオン）
- ブレイヴフェンサー 武蔵伝（フィーレ姫）
- ぽっぷんぽっぷ（トレミー、ロドミー、ヒポポ、タマスン）
- ロマンレーヌ（サージュ）

1999年
- Dの食卓2（ジェニー）
- 火魅子伝〜恋解〜（只深）
- めぐり愛して（朝水りょう）

2000年
- ガイアマスター（ベリアル）

2001年
- ゴエモン 新世代襲名!（サスケMk2）
- サクラ大戦オンライン（コクリコ）
- サクラ大戦3 〜巴里は燃えているか〜（コクリコ）
- ソニックアドベンチャー2（オモチャオ）
- ソニックアドベンチャー2 バトル（オモチャオ）
- 逮捕しちゃうぞ（二階堂頼子）

2002年
- サクラ大戦4 〜恋せよ乙女〜（コクリコ）

2003年
- SNOW（シャモン）
- ソニック ヒーローズ（オモチャオ）
- わがまま☆フェアリー ミルモでポン! 対戦まほうだま（ミルモ）
- わがまま☆フェアリー ミルモでポン! ミルモの魔法学校ものがたり（ミルモ）

2004年
- ケロロ軍曹 メロメロバトルロイヤル（タママ二等兵）
- サクラ大戦物語 〜ミステリアス巴里〜（コクリコ）

2005年
- ケロロ軍曹 メロメロバトルロイヤルZ（タママ二等兵）
- 第3次スーパーロボット大戦α 終焉の銀河へ（アフタ・デク）
- わがまま☆フェアリー ミルモでポン! どきどきメモリアルパニック（ミルモ）

2006年
- クレヨンしんちゃん 最強家族カスカベキング うぃ〜（ミミ子）
- クレヨンしんちゃん 伝説を呼ぶ オマケの都ショックガーン!
- ソニックライダーズ（オモチャオ）
- ときめきメモリアル Girl's Side 2nd Kiss（小野田千代美）
- ブルードラゴン（マルマロ）

2007年
- ケロロ軍曹 演習だヨ!全員集合!!パート2（タママ二等兵）
- ソニックと秘密のリング（オモチャオ）
- テイルズ オブ イノセンス（コーダ）
- ファイナルファンタジー・クリスタルクロニクル リング・オブ・フェイト（テテオ王女）

2008年
- イナズマイレブン（少林寺歩）
- クレヨンしんちゃん 嵐を呼ぶ シネマランド カチンコガチンコ大活劇!
- 白騎士物語 -古の鼓動-（ロッコ）
- 大乱闘スマッシュブラザーズX（ポッチャマ）
- 超劇場版ケロロ軍曹3 天空大冒険であります!（タママ二等兵）
- ドラマチックダンジョン サクラ大戦 〜君あるがため〜（コクリコ）

2009年
- 超劇場版ケロロ軍曹 撃侵ドラゴンウォリアーズであります!（タママ二等兵）
- ポケパークWii 〜ピカチュウの大冒険〜
- マリオ&ソニック AT バンクーバーオリンピック（オモチャオ）※ニンテンドーDS版

2010年
- クレヨンしんちゃん ショックガ〜ン!伝説を呼ぶオマケ大ケツ戦!!（ショックちゃん、ミミコ）
- ケロロRPG 騎士と武者と伝説の海賊（タママ二等兵）
- 白騎士物語 -光と闇の覚醒-（ロッコ）
- ソニック フリーライダーズ（オモチャオ）
- 体で答える新しい脳トレ（ワット君）

2011年
- イナズマイレブン ストライカーズ（2011年 - 2012年、亀崎河童） - 3作品
- クレヨンしんちゃん 宇宙DEアチョー!? 友情のおバカラテ!!
- Starry☆Sky 〜After Summer〜（金久保詩）
- テイルズ オブ ザ ワールド レディアント マイソロジー3（コーダ、アーダ、ヒーローボイス）
- ソニック ジェネレーションズ（オモチャオ）

2012年
- テイルズ オブ イノセンス R（コーダ）
- ヒーローズファンタジア（タママ二等兵）
- PROJECT X ZONE（デビロット・ド・デスサタンIX世）

2013年
- 鬼武者Soul（デビロット姫）
- スーパーロボット大戦Operation Extend（タママ二等兵）
- デジモンアドベンチャー（ピノッキモン）
- 妖怪ウォッチ（ジバニャン、ワルニャン 他）

2014年
- 妖怪ウォッチ2 元祖/本家/真打（ジバニャン、アカマル、ブシニャン、雨女、ドキ土器、リー夫人、セーラーニャン、ブチニャン 他）

2015年
- ヴァリアントナイツ（バン）
- 妖怪ウォッチバスターズ 赤猫団/白犬隊（ジバニャン、アカマル、Bジバニャン、ブチニャン、モモタロニャン 他）
- 妖怪ウォッチ ぷにぷに（ジバニャン 他）

2016年
- 僕のヒーローアカデミア バトル・フォー・オール（リカバリーガール）
- 妖怪三国志（ジバニャン劉備、ブシニャン劉邦 他）
- 妖怪ウォッチ3 スシ/テンプラ/スキヤキ（ジバニャン、ダメジャー、カリカリベーコン、カイーギョ、ひじょうぐち 他）

2017年
- 俺達の世界わ終っている。（ジャンクマ）
- 白猫テニス（ジバニャン）
- 神撃のバハムート（灰色うさぎ）
- 妖怪ウォッチバスターズ2 秘宝伝説バンバラヤー ソード/マグナム（Tジバニャン、閻魔猫王マタタビ 他）

2018年
- 妖怪三国志 国盗りウォーズ（ジバニャン劉備、ブシニャン劉邦 他）
- 妖怪ウォッチ ゲラポリズム（ジバニャン）

2019年
- JUDGEMENT 7 俺達の世界わ終っている。（ジャンクマ）
- ゴシックは魔法乙女〜さっさと契約しなさい!〜（ミ・ケ・キャラット / みけ）
- チームソニックレーシング（オモチャオ）
- 妖怪ウォッチ4 ぼくらは同じ空を見上げている / 4++（ジバニャン、ジュニア、猫又 他）
- 妖怪ウォッチ1 for Nintendo Switch（ジバニャン、ワルニャン、さとりちゃん、よつめ、ボー坊 他）
- モンスターストライク（ジバニャン）

2020年
- 妖怪学園Y 〜ワイワイ学園生活〜（モモ、ワルニャン、学園ジバニャン）
- 装甲娘 ミゼレムクライシス（ジ・バニャン）

2021年
- 妖怪ウォッチ1 スマホ（ジバニャン、ワルニャン、さとりちゃん、よつめ、ボー坊 他）
- ワールドフリッパー（トラエッティ）

2022年
- グランブルーファンタジー（2022年 - 2024年、ベルン、ケット・シー）
- デジモンサヴァイブ（ピノッキモン）

2023年
- メガトン級ムサシX（Vナビゲーター ジバニャン） - DLC追加キャラクター
- テイルズオブザレイズ（タママ二等兵）

2024年
- 東方スカーレットディアブロ（チルノ）
- フィグゼイト -地獄の英雄伝説- EXAレーベル（GX-026）

### 吹き替え

#### 映画
- アイ・アム・レジェンド（マーリー・ネビル〈ウィロー・スミス〉）※ソフト版
- アバランチ/雪崩（マックス〈マイルズ・ファーガソン〉）※ソフト版
- アンドレ（ボビー〈グレゴリー・スミス〉）
- エルモと毛布の大冒険（グリジー）
- キラーウルフ/白髪魔女伝（少年時代の卓一航〈レイラ・トン〉）
- キンダガートン・コップ ※テレビ朝日版
- サンキュー、ボーイズ（ジェイソン（3-6才））
- スパイキッズ2 失われた夢の島（ガーティ・ギグルス〈エミリー・オスメント〉）
- スパイキッズ3-D:ゲームオーバー（ガーティ・ギグルス〈エミリー・オスメント〉）
- チャーリーと14人のキッズ（ベッカ〈ヘイリー・ジョンソン〉）
- 超時空兵団APEX
- フランケンシュタイン ※ソフト版
- フリー・スラッピー（ローフ〈トラヴィス・テッドフォード〉）
- ベイビー・トーク3/ワンダフル・ファミリー ※ソフト版
- ベビー・シッターズ・クラブ（マロリー・パイク〈ステイシー・リン・ラムサワー〉）
- ポネット（リュス〈ルッキー・ロワイエ〉）
- ポルターガイスト（ロビー・フリーリング〈オリヴァー・ロビンズ〉）※TBS版
- モモ（モモ）※DVD版、パッケージには「子桜エツ子」と誤記
- ライフ with マイキー
- ラスト・アクション・ヒーロー（アンドリュー・スレイター、シュワルツェネッガーのファンの女の子）※フジテレビ版（デラックスエディションBlu-ray収録）
- リトルマン・テイト

#### テレビドラマ
- サブリナ（モリー〈タラ・ストロング〉）
- セサミストリート（アビー・カダビー）※YouTube版
- セサミストリート:エルモのみんなでなかよく（ゾーイ）※VHS版
- ドクタークイン 大西部の女医物語（ブライアン）
- フルハウス（リサ）
- ボーイ・ミーツ・ワールド（スチュワート・ミンカス）
- マルコム in the Middle（デューイ・ウィルカーソン）
- リンコ（アブー）

#### アニメ
- きかせて!ピンキーゆかいなお話（タイラー）
- キャッツ・ドント・ダンス（パッジ）
- シルベスター&トゥイーティー ミステリー
- スティーブン・スピルバーグのトゥーンシルバニア（アシュレー 他）
- スヌーピーとチャーリーブラウン〜ヨーロッパの旅（サリー・ブラウン）
- ダック・ドジャース（赤ん坊）
- タンタンの冒険（ソリーノ）
- トムとジェリー（ニブルス・タフィー）
  - トムとジェリー魔法の指輪
  - トムとジェリー テイルズ シーズン2
  - トムとジェリーのくるみ割り人形
  - トムとジェリー シャーロック・ホームズ
  - トムとジェリー オズの魔法使
  - トムとジェリー ジャックと豆の木
  - トムとジェリー ショー
  - もっと!トムとジェリー ショー
  - トムとジェリー すくえ!魔法の国オズ
  - トムとジェリー 夢のチョコレート工場
  - トムとジェリー ショー3
  - トムとジェリー ショー4
- 森のリトル・ギャング（住宅地の少女）
- ルーニー・テューンズ（ドッズワースの教え子の子猫、ヒップティー・ホッパー）
- わんぱくダック夢冒険 ※テレビ東京版[60]

### CM
- 東洋水産「マルちゃん」ワンタンCM - ワンタンの声
- オノデン - オノデン坊やの声（CM）
- 東京ガス（火ぐまのパッチョ、電パッチョ）
- ピザーラ - ピザーラくんの声
- 日立製作所 - エアコン「白くまくん」
- ブルックス（「ブルックスはなぜおいしい?」編）
- 西松屋 - ミミちゃんの声
- デジキューブ - ナレーション
- スズキ・ラパン - ラジオCMナレーション
- ムーニー - ムーニーちゃんの声
- チチヤス - チー坊の声
- 西友 - カエルの声
- ヤマサ「昆布ぽん酢」CM - ちからこんぶ君の声
- 十六茶CM - 猫の声
- One Tap BUY（ワンタップバイ） - ワンタくん
- コルゲンコーワ
- LINEポコポコ
- 池田模範堂 - ムヒDC速溶錠CM（「動物アレルギーには」編） - 猫の声
- カルモリース
- 田辺三菱製薬 - オキナゾールCM、オキナさんの声

### テレビ番組
- おかあさんといっしょ・ドレミファ・どーなっつ!（ふぁど・わおん）
- 土曜スタジオパーク→土スタ（ななみちゃんの声）
- Beポンキッキ（オレンジ）
- NHK BS 日本列島団地でクイズ （おとなりくん）
- 人気急上昇ウォッチ〜今ご当地でコレが人気SP〜（ジバニャンの声）
- ※AKB調べ（ナレーション）
- 知らない間にこんなに変わってましたTV（ナレーション）
- 夏休み!親子で楽しむ"自由研究でゲラゲラポー"（ジバニャンの声）
- 第65回NHK紅白歌合戦（ジバニャンの声）
- 勇者ヨシヒコと導かれし七人第11話（2016年12月17日、テレビ東京） - キラーキャット（ジバニャン）の声[61]
- 「映画妖怪ウォッチシャドウサイド 鬼王の復活」最新情報大公開スペシャル!（ジバニャン〈TVシリーズ〉の声）
- 天才てれびくんYOU（あかりんの声）
- news every.（トク4タイトルコール、木曜日お出かけコーナーナレーション）
- ゾイドワイルド 特別編（オニギリの声）
- 映画 妖怪ウォッチ FOREVER FRIENDS 奇跡と感動の名場面大放出スペシャル!（猫又の声）

### 特撮
- 超力戦隊オーレンジャー（1995年、バクの声）

### 映画
- EAT&RUN（光岡アキ）※女優として出演
- 妖怪大戦争 ガーディアンズ（スネコスリ）

### ラジオ
※はインターネット配信。
- よ・み・き・か・せ（2014年・2023年 - 不定期出演、TOKYO FM）
- ダイヤル A.B.C☆E（2016年 - 2017年、TBSラジオ）
- ゾイドワイルド〜本能解放ラジオ〜（2018年、MBSラジオ）

### ドラマCD
- 「青空少女隊」スペシャル〜羽田・三鷹の道中（ムイスターニ＝アレーレ二曹）
- 風の聖痕（ティアナ）
- ケロロ軍曹 地球（ペコポン）侵略CD（タママ二等兵）
- ケロロ軍曹 宇宙でもっともギリギリなCD第1 - 3・5巻（タママ二等兵） - 第2巻の表紙の題字も担当。
- 天地無用!シリーズ（魎皇鬼）
- ヴァンパイアハンター ダークネスミッション〜特選バター醤油味〜（フェリシア）
- ラグーンエンジン（広田みかん）
- Bビーダマン爆外伝 宇宙を駆けるビーダ放送局（あおボン）
- ホットギミック ドラマCD（成田輝）
- 魔法少年マジョーリアン ドラマCD（ダー子）

### 楽曲（CD・配信）
- わがまま☆フェアリーミルモでポン!キャラソング1 - 8巻
- わがまま☆フェアリーミルモでポン!きいちゃおう1・2
- 妖怪たいそう - 「ジバニャンコマさんヨシキりさ♪」名義
- ようかいたいそう♪ - 「金子みゆ＆ジバニャンコマさん」名義
- さよなら人類 - 春海百乃との「さくらこ&ムームー」 名義

#### アルバム
- それでいいのだ
- みなまでゆーな

### パチンコ・パチスロ
- SANKYO パチンコ台 フィーバーネオパワフル（ナナちゃん）
- サンセイR&D パチンコ台 CRまじかる☆タルるートくん（タルるート）
- キャプテンパルサー （コガエル）

### その他のコンテンツ
- ななみちゃんのわくわくどうぶつえん（ななみちゃん）
- 藤子・F・不二雄ミュージアム
  - ドラえもん&キテレツ大百科 コロ助のはじめてのおつかい（コンポコ）
  - ドラえもん&Fキャラオールスターズ ゆめの町、Fランド（コンポコ）[62]
- チャレンジ（ハムちゃん）
- 東京ディズニーシー（クッキー・アン）
- お伊勢さんお菓子博2017 公式キャラクター「いせわんこ」
- USJ セサミストリート（アビー・カダビー）
- 森永製菓（キョロちゃん）
- サクラ大戦武道館ライブ〜帝都・巴里・紐育〜（2007年5月13日・日本武道館）[コクリコ]
- 田中公平 作家生活30周年記念コンサート（2009年11月1日・東京厚生年金会館）
- サクラ大戦巴里花組ライブ2009〜燃え上がれ自由の翼〜（2009年12月26-27日・青山劇場）[コクリコ]
- サクラ大戦巴里花組&紐育星組ライブ2010〜可憐な花々 煌く星々〜（2010年12月10日 - 12日・青山劇場）[コクリコ]
- サクラ大戦武道館ライブ2〜帝都・巴里・紐育〜（2011年10月7日・日本武道館）[コクリコ]
- サクラ大戦巴里花組ライブ2012〜レビュウ・モン・パリ〜（2012年12月26日 - 29日・青山劇場）[コクリコ]
- サクラ大戦巴里花組ショウ2014〜ケセラセラ・パリ〜（2014年2月13日 - 16日・天王洲 銀河劇場）[コクリコ]
- くらしにプラス!住宅用消火器（主人公の犬）（日本消火器工業会 / TBSビジョン、ビジョンプラス）

### シリーズ一覧
1. ↑  『ケロロ軍曹』（2004年 - 2011年）、フラッシュアニメ『ケロロ 〜keroro〜』（2014年）
2. ↑  『妖怪ウォッチ』（2014年 - 2018年）、『妖怪ウォッチ！』（2019年）、『妖怪ウォッチ♪』（2021年 - 2023年）
3. ↑  『ストライカーズ』『2012エクストリーム』（2011年）、『GO 2013』（2012年）

### 初出話一覧
1. ↑  第13話初出
2. ↑  第1128話初出
3. 1 2  第1話初出
4. ↑  第7話初出